# Синто, Кацуёси
Кацуёси Синто (яп. 信藤 健仁 Синто Кацуёси, род. 15 сентября 1960 года) — японский футболист, защитник.

## Карьера
На протяжении своей футбольной карьеры выступал за клубы «Mazda», «Урава Ред Даймондс», «Бельмаре Хирацука».

## Национальная сборная
С 1987 по 1990 год сыграл за национальную сборную Японии 15 матчей, в которых забил 1 гол.

## Статистика за сборную
| Сборная Японии | Сборная Японии | Сборная Японии |
| Год            | Матчи          | Голы           |
| -------------- | -------------- | -------------- |
| 1987           | 2              | 0              |
| 1988           | 3              | 0              |
| 1989           | 8              | 1              |
| 1990           | 2              | 0              |
| Итого          | 15             | 1              |

## Достижения

### Командные
- Кубок Императора; 1994